# Val-d'Étangson
Val-d'Étangson is een fusiegemeente (commune nouvelle) in het Franse departement Sarthe in de regio Pays de la Loire. De gemeente maakt deel uit van het arrondissement Mamers. Val-d'Étangson is op 1 januari 2019 ontstaan door de fusie van de gemeenten Évaillé en Sainte-Osmane. De gemeente telde 526 inwoners op 1 januari 2022.

## Geografie
De oppervlakte van Val-d'Étangson bedroeg op 1 januari 2022 31,31 vierkante kilometer; de bevolkingsdichtheid was toen 16,8 inwoners per km².

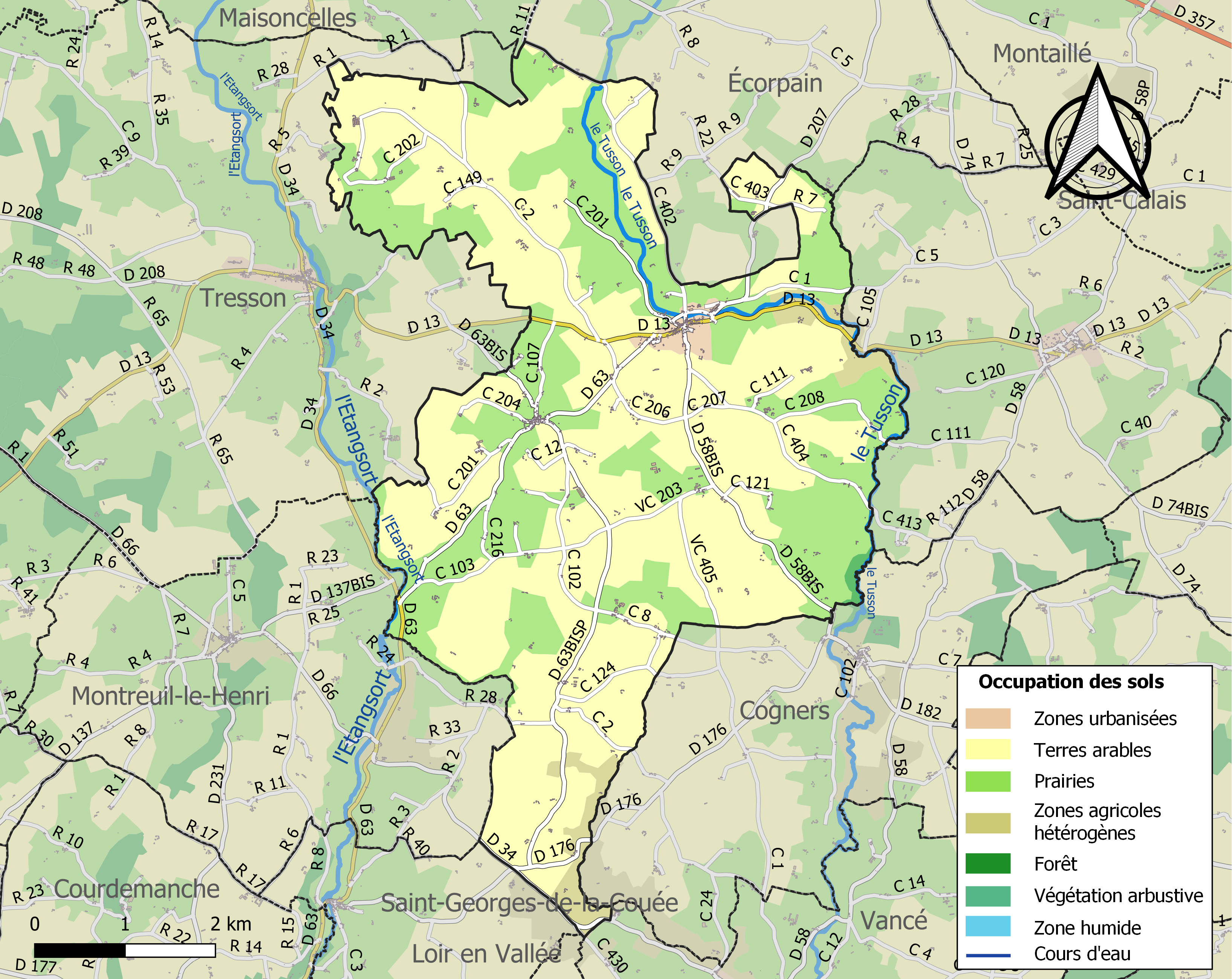
Kaart van de gemeente met de belangrijkste infrastructuur, bodemgebruik en omliggende gemeenten